# Elezioni suppletive per la Camera dei rappresentanti degli Stati Uniti d'America del 1792
Nel corso del 1792 si tennero elezioni suppletive per la Camera dei rappresentanti per eleggere deputati della Camera nei distretti rimasti vacanti. 

## Risultati

### 1º distretto congressuale della Georgia
Le elezioni politiche suppletive nel 1º distretto congressuale della Georgia si sono tenute il 21 marzo, in seguito alla decadenza di Anthony Wayne, condannato per frode elettorale.
| Partito                            | Partito                                      | Candidato                          | Risultati 21 marzo | Risultati 21 marzo |
| Partito                            | Partito                                      | Candidato                          | Voti               | %                  |
| ---------------------------------- | -------------------------------------------- | ---------------------------------- | ------------------ | ------------------ |
|                                    | Antifederalismo                              | John Milledge                      | 254                | 55,22              |
|                                    | Federalisti                                  | Matthew MacAllister                | 205                | 44,57              |
|                                    | Indipendente                                 | John Glen                          | 1                  | 0,22               |
|                                    |                                              |                                    |                    |                    |
| Iscritti                           | Iscritti                                     | Iscritti                           | 460                | 100,00             |
| ↳ Votanti (% su iscritti)          | ↳ Votanti (% su iscritti)                    | ↳ Votanti (% su iscritti)          | 460                | 100,00             |
| ↳ Voti validi (% su votanti)       | ↳ Voti validi (% su votanti)                 | ↳ Voti validi (% su votanti)       | 460                | 100,00             |
| ↳ Schede non valide (% su votanti) | ↳ Schede non valide (% su votanti)           | ↳ Schede non valide (% su votanti) | 0                  | 0,00               |
| ↳ Astenuti (% su iscritti)         | ↳ Astenuti (% su iscritti)                   | ↳ Astenuti (% su iscritti)         | 0                  | 0,00               |
|                                    |                                              |                                    |                    |                    |
|                                    | Esito: collegio confermato a Antifederalismo |                                    |                    |                    |

## Riepilogo
| Dat      | Stato   | Collegio | Parlamentare uscente | Partito         | Parlamentare eletto | Partito         |
| -------- | ------- | -------- | -------------------- | --------------- | ------------------- | --------------- |
| 21 marzo | Georgia | 1°       | Anthony Wayne        | Antifederalisti | John Milledge       | Antifederalisti |